# The Hottest Show on Earth Tour
The Hottest Show on Earth Tour bylo koncertní turné americké rockové skupiny Kiss na podporu jejich desky Sonic Boom vydané v říjnu 2009. Jedná se o americké turné které navazuje na evropské turné Sonic Boom Over Europe Tour.

## Seznam písní
1. Modern Day Delilah
2. Cold Gin
3. Let Me Go, Rock 'n' Roll
4. Firehouse
5. Say Yeah
6. Deuce
7. Crazy Crazy Nights
8. Calling Dr. Love
9. Shock Me (Tommy a Eric solo)
10. I'm an Animal
11. 100,000 Years
12. I Love It Loud (Gene chrlí krev a letí)
13. Love Gun
14. Black Diamond
15. Detroit Rock City

Přídavky
1. Beth
2. Lick It Up
3. Shout It Out Loud
4. I Was Made for Lovin' You (Paul letí na scénu B)
5. God Gave Rock 'N' Roll to You II
6. Rock and Roll All Nite

## Turné v datech
| Datum             | Město               | Stát                   | Místo konání                       |
| ----------------- | ------------------- | ---------------------- | ---------------------------------- |
| 23. července 2010 | Cheyenne            | Spojené státy americké | Cheyenne Frontier Days             |
| 24. července 2010 | Minot               | Spojené státy americké | North Dakota State Fair            |
| 29. července 2010 | Pittsburgh          | Spojené státy americké | First Niagara Pavilion             |
| 30. července 2010 | Cincinnati          | Spojené státy americké | Riverbend Music Center             |
| 31. července 2010 | Hershey             | Spojené státy americké | Hersheypark Stadium                |
| 6. srpna 2010     | Camden              | Spojené státy americké | Susquehanna Bank Center            |
| 7. srpna 2010     | Boston              | Spojené státy americké | Comcast Center                     |
| 9. srpna 2010     | Indianapolis        | Spojené státy americké | Indiana State Fair                 |
| 10. srpna 2010    | Sault Ste. Marie    | Kanada                 | Essar Centre                       |
| 13. srpna 2010    | Buffalo             | Spojené státy americké | Darien Lake Performing Arts Center |
| 14. srpna 2010    | Wantagh             | Spojené státy americké | Nikon at Jones Beach Theater       |
| 15. srpna 2010    | Scranton            | Spojené státy americké | Toyota Pavilion                    |
| 17. srpna 2010    | Saratoga Springs    | Spojené státy americké | Saratoga Performing Arts Center    |
| 19. srpna 2010    | Uncasville          | Spojené státy americké | Mohegan Sun Arena                  |
| 20. srpna 2010    | Holmdel             | Spojené státy americké | PNC Bank Arts Center               |
| 21. srpna 2010    | Washington, DC      | Spojené státy americké | Jiffy Lube Live                    |
| 27. srpna 2010    | Virginia Beach      | Spojené státy americké | Virginia Beach Amphitheater        |
| 28. srpna 2010    | Charlotte           | Spojené státy americké | Verizon Wireless Amphitheatre      |
| 29. srpna 2010    | Raleigh             | Spojené státy americké | Time Warner Cable Music Pavilion   |
| 31. srpna 2010    | Atlanta             | Spojené státy americké | Aaron's Amphitheatre at Lakewood   |
| 2. září 2010      | Milwaukee           | Spojené státy americké | Marcus Amphitheater                |
| 3. září 2010      | Chicago             | Spojené státy americké | First Midwest Bank Amphitheatre    |
| 4. září 2010      | Saint Paul          | Spojené státy americké | Minnesota State Fair               |
| 10. září 2010     | Toronto             | Kanada                 | Molson Amphitheatre                |
| 11. září 2010     | Detroit             | Spojené státy americké | DTE Energy Music Theatre           |
| 12. září 2010     | Cleveland           | Spojené státy americké | Blossom Music Center               |
| 17. září 2010     | Houston             | Spojené státy americké | Cynthia Woods Mitchell Pavilion    |
| 18. září 2010     | Frisco              | Spojené státy americké | Pizza Hut Park                     |
| 19. září 2010     | San Antonio         | Spojené státy americké | AT&T Center                        |
| 22. září 2010     | Salt Lake City      | Spojené státy americké | Rio Tinto Stadium                  |
| 24. září 2010     | Phoenix             | Spojené státy americké | Cricket Wireless Pavilion          |
| 25. září 2010     | Fontana             | Spojené státy americké | Epicenter Festival                 |
| 28. září 2010     | Monterrey           | Mexiko                 | Teatro Banamex                     |
| 30. září 2010     | Ciudad de México    | Mexiko                 | Palacio de los Deportes            |
| 1. října 2010     | Ciudad de México    | Mexiko                 | Palacio de los Deportes            |
| 2. října 2010     | Guadalajara         | Mexiko                 | Arena VFG                          |
| 12. března 2011   | San Juan, Portoriko | Portoriko              | Coliseo José Miguel Agrelot        |
| 15. března 2011   | Houston             | Spojené státy americké | Houston Livestock Show and Rodeo   |
| 17. března 2011   | Hollywood           | Spojené státy americké | Hard Rock Live                     |
| 29. května 2011   | Sacramento          | Spojené státy americké | Rock'n Walk For Kids               |
| 23. června 2011   | Everett             | Spojené státy americké | Comcast Arena                      |
| 24. června 2011   | Spokane             | Spojené státy americké | Spokane Arena                      |
| 26. června 2011   | Kamloops            | Kanada                 | Interior Savings Centre            |
| 27. června 2011   | Abbotsford          | Kanada                 | Abbotsford Sports Centre           |
| 29. června 2011   | Prince George       | Kanada                 | CN Centre                          |
| 30. června 2011   | Dawson Creek        | Kanada                 | EnCana Events Centre               |
| 2. července 2011  | Fort McMurray       | Kanada                 | Canada Rock Festival               |
| 6. července 2011  | Sarnia              | Kanada                 | Sarnia Bayfest                     |
| 9. července 2011  | Grand Falls-Windsor | Kanada                 | Salmon Festival                    |
| 12. července 2011 | Manchester          | Spojené státy americké | Verizon Wireless Arena             |
| 13. července 2011 | Bushkill            | Spojené státy americké | Mountain Laurel Center             |
| 15. července 2011 | Walker              | Spojené státy americké | Moondance Jam                      |
| 16. července 2011 | Oshkosh             | Spojené státy americké | Rock USA Festival                  |
| 18. července 2011 | Springfield         | Spojené státy americké | Prairie Capital Convention Center  |
| 24. července 2011 | Montreal            | Kanada                 | Heavy MTL Festival                 |
| 26. července 2011 | Orillia             | Kanada                 | Casino Rama                        |
| 27. července 2011 | Windsor             | Kanada                 | Caesars Windsor                    |
| 28. července 2011 | Verona              | Spojené státy americké | Turning Stone Events Center        |